# Stocksätterskogen
Stocksätterskogen är ett naturreservat i Hallsbergs kommun i Örebro län.
Området är naturskyddat sedan 2018 och är 9 hektar stort. Reservatet ligger i norra Hallsberg och består av lövträd, främst björk och hassel.